# Amor bajo el espino blanco
Amor bajo el espino blanco (en chino tradicional, 山楂樹之戀; en chino simplificado, 山楂树之恋; pinyin, Shānzhāshù Zhī Liàn) es una película china de 2010 dirigida por Zhang Yimou. Es una adaptación de la famosa novela de 2007 Hawthorn Tree Forever de Ai Mi, que estaba basada en una historia real ambientada durante la Revolución Cultural China. La película fue estrenada en la China continental (septiembre de 2010), Hong Kong (noviembre de 2010) y en Singapur (febrero de 2011).

## Argumento
Ambientada durante la revolución cultural china en una pequeña aldea en Yichang City, Provincia Hubei, China, esta película es sobre el amor puro que se desarrolla entre una estudiante, Zhang Jing Qiu, y un joven hijo de militar llamado Lao San. Jing Qiu es una de las jóvenes educadas mandadas a ser reeducadas a través del trabajo en el campo bajo la tutela del presidente Mao Zedong.
Zhang Jing llega con un grupo a Xiping, en la región del Río Yangtze, donde les muestran un árbol llamado el Árbol de los heroes a causa de la sangre derramada de mártires chinos a manos de los japoneses durante la II Guerra Mundial.
El padre de Lao San tenía una posición alta en el ejército, pero su madre acabó suicidándose hace cuatro años después de que la tildaran de derechista. Por su parte, el padre de Jing Qiu era un prisionero político, y su madre tuvo que rebajarse al trabajo servil para poder ayudar a su familia. Jing Qiu vive con su madre y hermanos pequeños, preparándose para poder trabajar como profesora.

## Reparto
- Zhou Dongyu como Jing Qiu
- Shawn Dou como Lao San (Jianxin)
- Xi Meijuan
- Li Xuejian
- Chen Taisheng
- Rina Sa
- Lü Liping
- Chen Xingxu
- Sun Haiying

### Historia
Esta película está basada en la novela Hawthorn Tree Forever que fue escrita por la autora Aimi, inspirada en la historia real de su amiga, Jing. Zhang Yimou decidió llevar la historia a la gran pantalla después de que esta fuera un éxito en papel.

### Lanzamiento
La película se estrenó en el 15th Busan International Film Festival el 7 de octubre de 2010. Más tarde en el continente chino el 15 de septiembre de 2010 y en Hong Kong el 11 de noviembre de 2010. El 10 de febrero de 2011 salió en los cines de Singapur .

### Recaudación
La película recaudó 148 millones en China ¥.

## Festivales
| Festival                                       | Fecha de ceremonia       | Categoría                                    | Participantes              | Resultado    |
| ---------------------------------------------- | ------------------------ | -------------------------------------------- | -------------------------- | ------------ |
| 15º Festival Internacional de cine de Busán    | 7–15 de octubre de 2010  | Película de apertura (Premier internacional) | Amor bajo el espino blanco | Participante |
| 30.º Festival internacional de cine de Hawái   | 14–24 de octubre de 2010 | Película de apertura por la noche            | Amor bajo el Espino blanco | Participante |
| 7º Festival de cine asiático de Hong Kong      | 8 de noviembre de 2010   | Película de cierre                           | Amor bajo el espino blanco | Participante |
| 61.er Festival Internacional de cine de Berlín | 10–20 de febrero de 2011 | New Generation                               | Amor bajo el Espino blanco | Participante |